# Kruunupyynjoki
Der Kruunupyynjoki (finnisch) (schwedisch Kronoby å) ist ein Fluss im Westen Finnlands in den Landschaften Südösterbotten, Mittelösterbotten und Österbotten.
Der Fluss hat seine Quelle östlich des Sees Lappajärvi in Südösterbotten.
Er fließt hauptsächlich in nordwestlicher Richtung, dabei ein kurzes Stück in Mittelösterbotten und anschließend nur noch in Österbotten. 
Einige kleinere Seen wie Sääksjärvi und Rekijärvsjön werden von ihm durchflossen.
Aufgrund seines schmalen Einzugsgebiets, das eine Fläche von 788 km² aufweist und zwischen dem des Perhonjoki im Norden und dem des Ähtävänjoki im Süden eingezwängt ist, hat der Kruunupyynjoki keine größeren Nebenflüsse. 
Einzige Stadt am Flusslauf ist die kurz vor seiner Mündung gelegene namensgebende Stadt Kronoby (finnisch Kruunupyy).
Nach 116 km fließt der Kruunupyynjoki in den Luodonjärvi, einer ehemaligen Ostseebucht und heutigen künstlichen Süßwassersees.
Der mittlere Abfluss liegt bei 6 m³/s.